# هنادی هنیف
هنادی هنیف (اوکراینی: Геннадій Ганєв؛ زادهٔ ۱۵ مهٔ ۱۹۹۰) بازیکن فوتبال اهل اوکراین است.
از باشگاه‌هایی که در آن بازی کرده‌است می‌توان به باشگاه فوتبال استال آلچفسک و باشگاه فوتبال چورنومورتس اودسا اشاره کرد.